# القصادة الرسولية في القدس
تأسست القصادة الرسولية في القدس في 11 شباط/فبراير 1948 قبل أشهر قليلة من نكبة فلسطين على جبل الزيتون. جاء هذا التأسيس استجابة لرغبة الكرسي الرسولي في تعزيز حضوره بالقرب من الكنيسة المحلية وفهم أعمق لأوضاع الأرض المقدسة. يتمثل الدور الأساسي لممثل البابا في تقوية الروابط بين رأس الكنيسة الكاثوليكية وأساقفة الكنيسة المحلية وتعزيز الفعالية في العلاقات بينهما.

## التاريخ
أُنشئت القصادة الرسولية في القدس كجزء من استعدادات الكرسي الرسولي لإمكانية إقامة نظام دولي خاص بالمدينة. قبل ذلك كانت فلسطين تحت رعاية التمثيل البابوي في القاهرة. بانضمامها إلى 22 دولة كانت لها قنصليات رسمية في القدس خلال فترة الانتداب البريطاني أصبحت القصادة الرسولية جزءًا من السلك القنصلي في المدينة. ومع الوقت بقيت القصادة من بين القنصليات القليلة التي استمرت في العمل بعد التغيرات السياسية التي شهدتها المدينة.
تُعد القصادة الرسولية مركزًا للأنشطة الروحية واللقاءات بين مختلف الطوائف الدينية. في مناسبات مثل عيد الرسولين بطرس وبولس تستضيف القصادة فعاليات تجمع بين السلطات الكنسية والمدنية وممثلي الديانات المختلفة. تسعى هذه اللقاءات إلى تعزيز الحوار والتعايش السلمي وتأكيد أهمية القدس كمدينة مقدسة لجميع الديانات الإبراهيمية.
تُعتبر القصادة الرسولية جهة فاعلة في التعيينات الكنسية، حيث تُشارك في تعيين البطاركة والأساقفة في البطريركية اللاتينية بالقدس. كما تُعبر عن دعمها للمجتمع المحلي من خلال التواصل مع الجمعيات والمؤسسات، وتقديم الدعم الروحي والمعنوي.

## رسالة السلام والتعايش
تُعبر القصادة الرسولية عن التزامها الدائم بدعم السلام في القدس والشرق الأوسط. من خلال الدعوات المستمرة لجعل القدس تراثًا مشتركًا للإنسانية، ومكانًا للقاء والتعايش بين الأديان، تؤكد القصادة على أهمية الحوار والاحترام المتبادل. كما تدعو إلى ضمان حرية الوصول إلى الأماكن المقدسة لجميع المؤمنين.